# Vladan Kovačević
Pour les articles homonymes, voir Kovačević.
Vladan Kovačević, né le 11 avril 1998 à Banja Luka en Bosnie-Herzégovine, est un footballeur bosnien qui évolue au poste de gardien de but à Norwich City.

## Biographie

### FK Sarajevo
Vladan Kovačević est formé au sein du club du FK Sarajevo, en Bosnie-Herzégovine. Le 12 février 2018, il est prêté pour une durée de six mois au FK Sloboda Mrkonjić Grad (en), club avec lequel il fait ses débuts en professionnel, en jouant neuf matchs.
Le 5 août 2018, il joue son premier match avec l'équipe première du FK Sarajevo, en championnat, face au FK Sloboda Tuzla. Ce jour-là, il est titulaire, et arriver à conserver ses cages inviolées, alors que son équipe remporte la partie (0-1). A seulement 20 ans, il s'impose comme titulaire dans les buts du FK Sarajevo, et ceci durant toute la saison 2018-2019.
En 2019, Vladan Kovačević découvre la Ligue des champions, en gardant le but du FK Sarajevo lors de la double confrontation avec le Celtic Glasgow, le 9 juillet (défaite 1-3 du FK Sarajevo) et le 17 juillet (défaite 2-1 du FK Sarajevo). Quelques jours plus tard il prolonge son contrat jusqu'en 2024 avec son club formateur.

### Raków Częstochowa
Le 18 juin 2021 est annoncé le transfert de Vladan Kovačević au Raków Częstochowa, en Pologne. Il signe un contrat de trois ans, soit jusqu'en juin 2024.

### En sélection nationale
Vladan Kovačević reçoit sa première sélection avec l'équipe de Bosnie-Herzégovine espoirs le 19 novembre 2018, lors d'un match amical face à l'Azerbaïdjan. La Bosnie s'impose par deux buts à zéro ce jour-là.
En mai 2019, il est convoqué pour la première fois avec l'Équipe nationale de Bosnie-Herzégovine par le sélectionneur Robert Prosinečki. Il ne joue toutefois aucun match lors de ce rassemblement, il est notamment barré par la concurrence à son poste d'Ibrahim Šehić, titulaire dans le but de la Bosnie.